# Esquadrão da Uppland
O Esquadrão da Uppland (em sueco: Upplands flygflottilj; também designado como F 16) é uma unidade da Força Aérea da Suécia, sediada no bairro de Ärna, na parte norte da cidade de Uppsala, situada a uns 70 km a norte da capital Estocolmo.

Esta unidade tem a sua atividade centrada em Uppsala, tendo a responsabilidade da gestão do aeroporto militar de Uppsala-Ärna.

Tem como missão a gestão de combate da força aérea e a vigilância permanente do espaço aéreo sueco, assim como a gestão do aeroporto militar de Uppsala (Uppsala flygplats).

Foi criada em 1943, extinta em 2003 e reativada em 2021, após uma decisão parlamentar em 2020 (riksdagens försvarsbeslut 2020). 

O seu pessoal é constituído por 750 pessoas, incluindo oficiais profisssionais, militares permanentes e funcionários civis.